# Svenska mästerskapen i dressyr 2004
Svenska mästerskapen i dressyr 2004 avgjordes i Helsingborg. Tävlingen var den 54:e upplagan av Svenska mästerskapen i dressyr.

## Resultat
| Placering | Ryttare           | Häst            |
| --------- | ----------------- | --------------- |
| 1         | Tinne Vilhelmsson | Just Mickey,    |
| 2         | Minna Telde       | Björsells Sack, |
| 3         | Helena Larson     | Corrado WL,     |